# Bodens kommun
Bodens kommun er en svensk kommune i landskabet Norrbotten i Norrbottens län. I kommunen er der en base for det svenske forsvar (Bodens garnison).

## Venskabsbyer
Boden har tre venskabsbyer:
- Alta, Norge
- Uleåborg (Oulu), Finland
- Apatity, Rusland.

Alle byerne har en nordlig placering, kun Uleåborg ligger syd for Boden.

## Større byer
- Boden
- Bodträskfors
- Gunnarsbyn
- Harads
- Svartbjörnsbyn
- Sävast
- Södra Svartbyn
- Unbyn
- Vittjärv

65°50′00″N 21°43′00″Ø / 65.8333°N 21.7167°Ø